# Kasteel Stas De Richelle

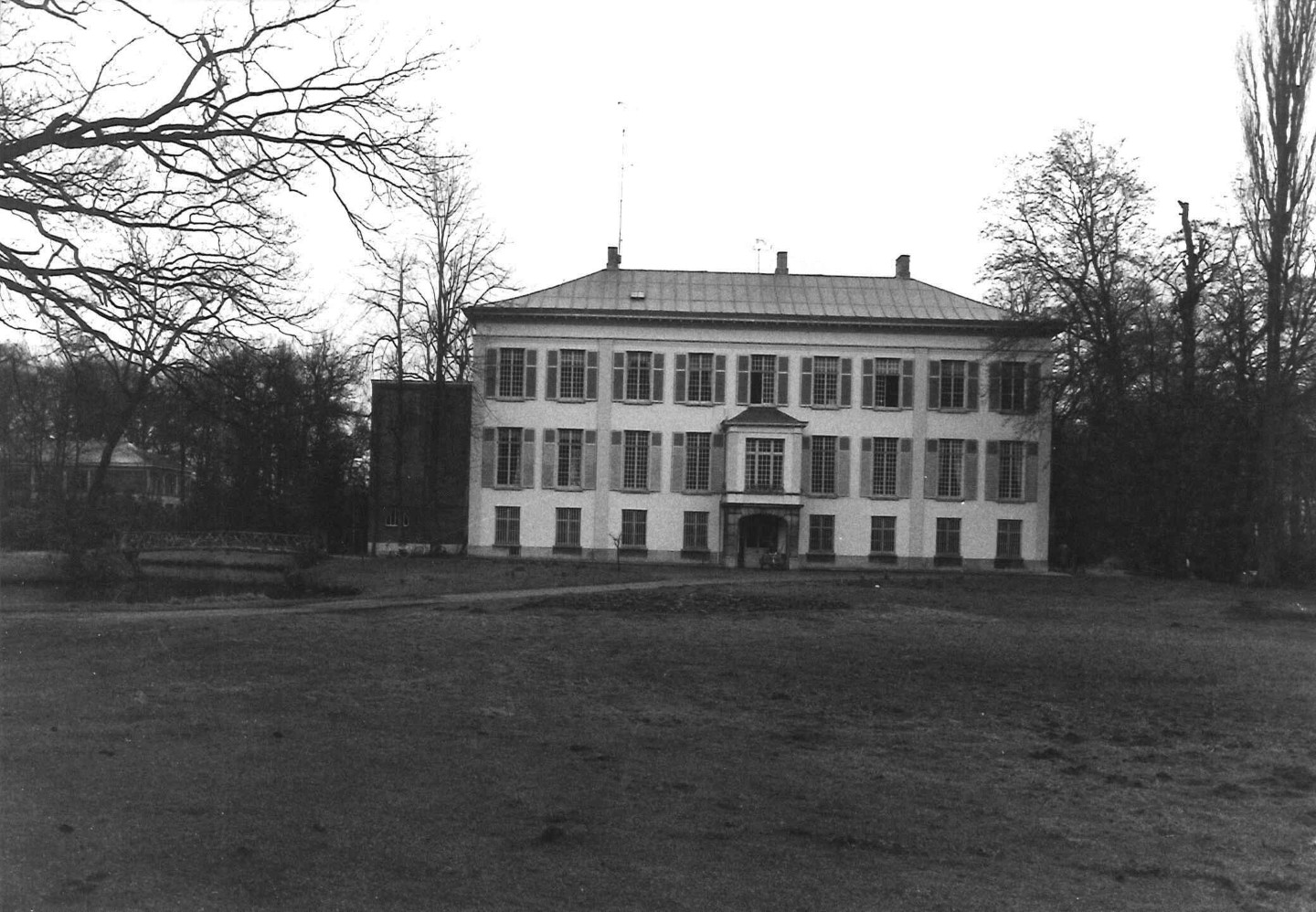
Kasteel Stas De Richelle

Het Kasteel Stas De Richelle (ook: hof en leen ter Aelmeersch of Kasteel Kerryn d'Oud Mooreghem) is een kasteel in de tot de Oost-Vlaamse gemeente Destelbergen behorende plaats Heusden, gelegen aan de Veerdreef 2-4.

## Geschiedenis
Al vanaf de late middeleeuwen lag hier een omgracht goed. Begin 17e eeuw werd in opdracht van Joris van Crombrugghe, die heer was van Poeke, een nieuw huys van plaisance gebouwd. In de 2e helft van de 18e eeuw kwam het aan Morel en eind 18e eeuw aan Coppens. Het werd toen omschreven als: een schoon speelgoed, hebbende remisen, hoveniershuys, steepen gloriette, volière en de voordere gebouwen. Het oorspronkelijk rechthoekige gebouw werd geleidelijk uitgebreid tot een U-vormig kasteel. Begin 19e eeuw werd het park aangelegd in Engelse landschapsstijl.
Omstreeks 1850 werd het kasteel vergroot en ontstond een neoclassicistisch kasteel. De benedenbouw, deels in gebruik als kelder, stamt van midden 18e eeuw en heeft kenmerken van het classicisme en de Lodewijk XV-stijl.
Naast het kasteel is er een hovenierswoning (4e kwart 19e eeuw met kern uit midden 18e eeuw), een koetshuis, een oranjerie en een gedeeltelijk ommuurde moestuin. In het park vindt men ook een deel van de grachten en de kelderverdieping van het Kasteel ter Kerchove, dat zich voorheen naast het Kasteel Stas De Richelle bevond. Dit belangrijke kasteel, dat in 1748 nog werd herbouwd, werd echter in 1901 gesloopt.